# Willin'
Willin' è un brano del complesso rock statunitense Little Feat, contenuto nell'album d'esordio eponimo del 1971 e in una differente versione nell'album Sailin' Shoes del 1972. Fu inserita anche nell'album live Waiting for Columbus del 1978.
La canzone fu proposta da Lowell George, all'epoca membro dei Mothers of Invention, a Frank Zappa, che non solo la rifiutò ma fece licenziare George dal gruppo perché da quanto detto da George in un concerto a Rochester nel 1975, non era piaciuto a Zappa il riferimento all'uso di droghe presente nel brano.
A causa della ferita alla mano di Lowell George la parte di chitarra della prima versione fu suonata da Ry Cooder.
All'epoca divenne ben presto tra i brani più apprezzati dai camionisti americani.

## Curiosità
È stata usata per la colonna sonora del film Radiofreccia.